# Charles Richard-Hamelin
Pour les articles homonymes, voir Hamelin.
Charles Richard-Hamelin, né le 17 juillet 1989 dans la région de Lanaudière (Québec) est un pianiste québécois, lauréat du deuxième prix (médaille d'argent) au XVIIe Concours international de piano Frédéric-Chopin (2015).
Il n’a aucun lien de parenté avec Marc-André Hamelin.

## Biographie
Lauréat de la médaille d’argent et du prix Krystian Zimerman lors du Concours international de piano Frédéric-Chopin à Varsovie en 2015, le pianiste Charles Richard-Hamelin se démarque aujourd’hui comme l’un des plus importants de sa génération. Récipiendaire de l’Ordre des arts et des lettres du Québec et du prestigieux Career Development Award offert par le Women’s Musical Club of Toronto, il recevait en novembre 2022 le prix Denise-Pelletier, la plus haute distinction décernée par le gouvernement du Québec en arts de la scène, devenant ainsi le plus jeune lauréat de l’histoire des Prix du Québec.
Il a été l’invité de plusieurs grands festivals tels La Roque d’Anthéron et le Festival Nohant en France, le Festival du Printemps de Prague, le Festival Chopin et son Europe à Varsovie, le Festival de Lanaudière et le Festival George Enescu à Bucarest. En tant que soliste, il a pu se faire entendre avec plusieurs ensembles dont les principaux orchestres symphoniques canadiens (Montréal, Toronto, Ottawa, Métropolitain, Québec, Edmonton, Calgary, etc.) ainsi qu’avec l’Orchestre Philharmonique de Varsovie, Sinfonia Varsovia, le Tokyo Metropolitan Symphony Orchestra, l’Orchestre symphonique de Singapour, le Korean Symphony Orchestra, l’OFUNAM (Mexique), les Violons du Roy et I Musici de Montréal. Il a collaboré avec des chefs de grande renommée comme Kent Nagano, Rafael Payare, Bernard Labadie, Antoni Wit, Vasily Petrenko, Jacek Kaspszyk, Aziz Shokhakimov, Peter Oundjian, Jacques Lacombe, Fabien Gabel, Carlo Rizzi, John Storgårds, Alexander Prior, Giancarlo Guerrero, Christoph Campestrini, Lan Shui, Otto Tausk, Jean-Marie Zeitouni, Kazuki Yamada, Yannick Nézet-Séguin et Jonathan Cohen. Charles Richard-Hamelin est également actif comme chambriste. À ce titre, il s’est produit en concert avec, entre autres, Andrew Wan, James Ehnes, Marie-Nicole Lemieux, Marc-André Hamelin, le Quatuor Dover, le Nouveau Quatuor Orford, le Quatuor Apollon Musagète et le Quatuor Meccore. Diplômé de l’Université McGill, de la Yale School of Music et du Conservatoire de musique de Montréal, il a étudié auprès de Paul Surdulescu, Sara Laimon, Boris Berman, André Laplante et Jean Saulnier. 
On doit à Charles Richard-Hamelin onze albums, tous parus sous étiquette Analekta (Outhere Music). Quatre de ceux-ci sont consacrés principalement aux œuvres pour piano seul de Frédéric Chopin; on retrouve également quatre enregistrements avec Andrew Wan, violon solo à l’OSM. Charles Richard-Hamelin a aussi enregistré des œuvres concertantes : les deux concertos pour piano de Chopin, avec l’Orchestre symphonique de Montréal, sous la direction de Kent Nagano, et les Concertos pour piano nos 22 et 24 de Mozart, avec les Violons du Roy, sous la direction de Jonathan Cohen. Six prix Félix (ADISQ) et un JUNO (2022) ont salué la qualité de ces albums, qui ont reçu l’accueil enthousiaste des critiques musicaux à travers le monde.

## Discographie
- 2022: Schumann : Les trois sonates pour violon et piano, avec Andrew Wan, Analekta
- 2021: Beethoven : Sonates pour violon et piano nº 4, 9 et 10, avec Andrew Wan, Analekta
- 2021 : Chopin: 24 Préludes - Andante spianato et Grande Polonaise brillante, Analekta
- 2020 : Beethoven: Sonates pour violon et piano nº 1, 2, 3 et 5, avec Andrew Wan, Analekta
- 2020 : Mozart: Concertos pour piano nº 22 et 24, Les Violons du Roy/Jonathan Cohen, Analekta
- 2019 : Chopin : Ballades, Impromptus, Analekta
- 2019 : Chopin : Concertos nº 1 et 2, Orchestre symphonique de Montréal/Kent Nagano, Analekta
- 2018 : Beethoven : Sonates pour violon et piano nº 6, 7 et 8, avec Andrew Wan, Analekta
- 2016 : Live : Beethoven, Enescu, Chopin, Analekta
- 2016 : Chopin: Sonata h-moll / Nokturny / Polonezy / Mazurki Op. 33, Narodowy Instytut Fryderyka Chopina
- 2015 : Chopin: Sonate No.3, Polonaise-Fantaisie, Nocturnes, Analekta

## Honneurs et distinctions
- 2011 : Prix d'Europe
- 2012 : Premier prix du concours national de piano de l'Orchestre symphonique de Toronto
- 2012 : Deuxième prix et prix pour la meilleure performance musicale du Concours musical international de Montréal
- 2014 : Troisième prix et prix spécial pour la meilleure prestation d'un sonate de Beethoven au Concours musical international de Séoul[2]
- 2015 : “Career Development Award” décerné par le Women’s Musical Club of Toronto[3],[4]
- 2015 : Deuxième prix (médaille d'argent) et prix Krystian Zimerman pour la meilleure interprétation d'une sonate au 17e Concours international de piano Frédéric-Chopin[5]
- 2019 : Prix Opus « Interprète de l'année 2018 » du Conseil québécois de la musique.
- 2016 : Félix de l'Album de l'année – Classique / Soliste et petit ensemble, ADISQ, Québec.
- 2016 : Prix Choquette-Symcox décerné par la Fondation JM Canada et les Jeunesses Musicales Canada [6]
- 2017 : Compagnon de l'ordre des arts et des lettres du Québec[7], décerné par le Conseil des arts et des lettres du Québec
- 2022 : Prix Denise-Pelletier[8]